# Solenostomus leptosoma
Solenostomus leptosoma è un piccolo pesce d'acqua salata appartenente alla famiglia Solenostomidae.

## Distribuzione e habitat
Questi pesci sono diffusi nelle barriere coralline dell'Indo-Pacifico, dal Mar del Giappone alle coste dell'Australia. Vivono ai confini della barriera, dove frequentano le madrepore così come i fondali sabbiosi alla ricerca di cibo.

## Descrizione
Come le altre specie del genere Solenostomus presenta una forma dall'aspetto inconsueto, con corpo tubolare e sottile, pinne ampie e sottili, testa allungata, composta da un muso lungo a foggia di trombetta e occhi sporgenti. Tutto il corpo presenta una pelle ricca di increspature. La livrea è mimetica, con colore di fondo variabile dal giallo verde al bruno rossastro e piccole screziature chiare. Le pinne sono brune. 

Raggiunge una lunghezza massima di 10 cm. 

## Riproduzione
LA fecdonazione è esterna. Una volta deposte le uova, le femmine le conservano in una sorta di marsupio formato dalle sue pinne pelviche fino alla schiusa.

## Alimentazione
Si nutrono di zooplancton e piccoli invertebrati.